# فيكتور بومونت
فيكتور بومونت (بالألمانية: Victor Beaumont)‏ هو ممثل ألماني، ولد في 7 نوفمبر 1920 ببرلين في ألمانيا، وتوفي في 21 مارس 1977.

## وصلات خارجية
- فيكتور بومونت على موقع IMDb (الإنجليزية)
- فيكتور بومونت على موقع أول موفي (الإنجليزية)
- فيكتور بومونت على موقع قاعدة بيانات الأفلام السويدية (السويدية)
- فيكتور بومونت على موقع قاعدة بيانات الفيلم (الإنجليزية)
- فيكتور بومونت على موقع كينوبويسك (الروسية)